# ییسگ
یوسگ (دانمارکی: Jysk؛ دانمارکی: [ˈjysɡ̊]) فروشگاه زنجیره‌ای دانمارکی فروش لوازم خانگی همچون مبل و صندلی، تشک، دکوراسیون داخلی و سایر لوازم منزل است.
این فروشگاه خرده‌فروشی، بزرگترین فروشگاه بین‌المللی دانمارکی است و در ۴۱ کشور جهان، بیش از ۲۳۰۰ شعبه دارد.